# Liste der Monuments historiques in La Vicomté-sur-Rance
Die Liste der Monuments historiques in La Vicomté-sur-Rance führt die Monuments historiques in der französischen Gemeinde La Vicomté-sur-Rance auf.

## Liste der Bauwerke
| Bezeichnung            | Beschreibung                       | Standort | Kennzeichnung | Schutzstatus | Datum | Bild |
| ---------------------- | ---------------------------------- | -------- | ------------- | ------------ | ----- | ---- |
| Château de la Bellière | Schloss, erbaut im 14. Jahrhundert | (Lage)   | PA00089740    | Inscrit      | 1927  |      |